# V653 Возничего
V653 Возничего (лат. V653 Aurigae) — одиночная переменная звезда в созвездии Возничего на расстоянии приблизительно 5494 световых лет (около 1684 парсеков) от Солнца. Видимая звёздная величина звезды — от +13,04m до +12,17m.

## Характеристики
V653 Возничего — жёлто-белая пульсирующая переменная звезда типа RR Лиры (RRAB) спектрального класса F. Радиус — около 3,68 солнечных, светимость — около 21,744 солнечных. Эффективная температура — около 6494 K.